# Naylor (Missouri)
Pour les articles homonymes, voir Barfield et Naylor.
Naylor est une ville  du comté de Ripley, dans le Missouri, aux États-Unis,. Située au sud-est du comté, elle est initialement baptisée Barfield et incorporée en 1909.

## Démographie
Lors du recensement de 2010, la ville comptait une population de 632 habitants. Elle est estimée, en 2016, à 616 habitants.